# Pleasures of the Flesh
Pour la chanson du groupe Killing Joke, voir Pandemonium.
Albums de Exodus
Bonded by Blood
(1985) Fabulous Disaster
(1989)
Pleasures Of The Flesh est le deuxième album studio du groupe de thrash metal américain Exodus, sorti en 1987 sous le label Combat Records.
C'est le premier album du groupe enregistré avec le chanteur Steve Souza.
Certains titres de l'album ont été composés avec Paul Baloff, l'ancien chanteur du groupe.
L'album a été ré-édité en 1998 sous le label Century Media Records, mais uniquement en Europe.
Pleasures Of The Flesh a atteint la 82e place au classement Billboard 200 de l'année 1988.

## Musiciens
- Steve "Zetro" Souza - Chant
- Gary Holt - Guitare
- Rick Hunolt - Guitare
- Rob McKillop - Basse
- Tom Hunting - Batterie

## Liste des titres
1. Deranged - 3:47
2. ’Til Death Do Us Part - 4:53
3. Parasite - 4:57
4. Brain Dead (Exodus, Baloff) - 4:18
5. Faster Than You'll Ever Live to Be - 4:30
6. Pleasures of the Flesh (Exodus, Baloff) - 7:37
7. 30 Seconds (Gary Holt)- 0:42
8. Seeds of Hate (Exodus, Baloff) - 5:02
9. Chemi-Kill - 5:46
10. Choose Your Weapon - 4:52